# Nate Ruess
Nathaniel Joseph „Nate” Ruess (n. 26 februarie 1982) este un cântăreț și cantautor american. Este vocalistul trupei Fun.

## Legături externe
- Materiale media legate de Nate Ruess la Wikimedia Commons